# Mietvilla Anton-Graff-Straße 22

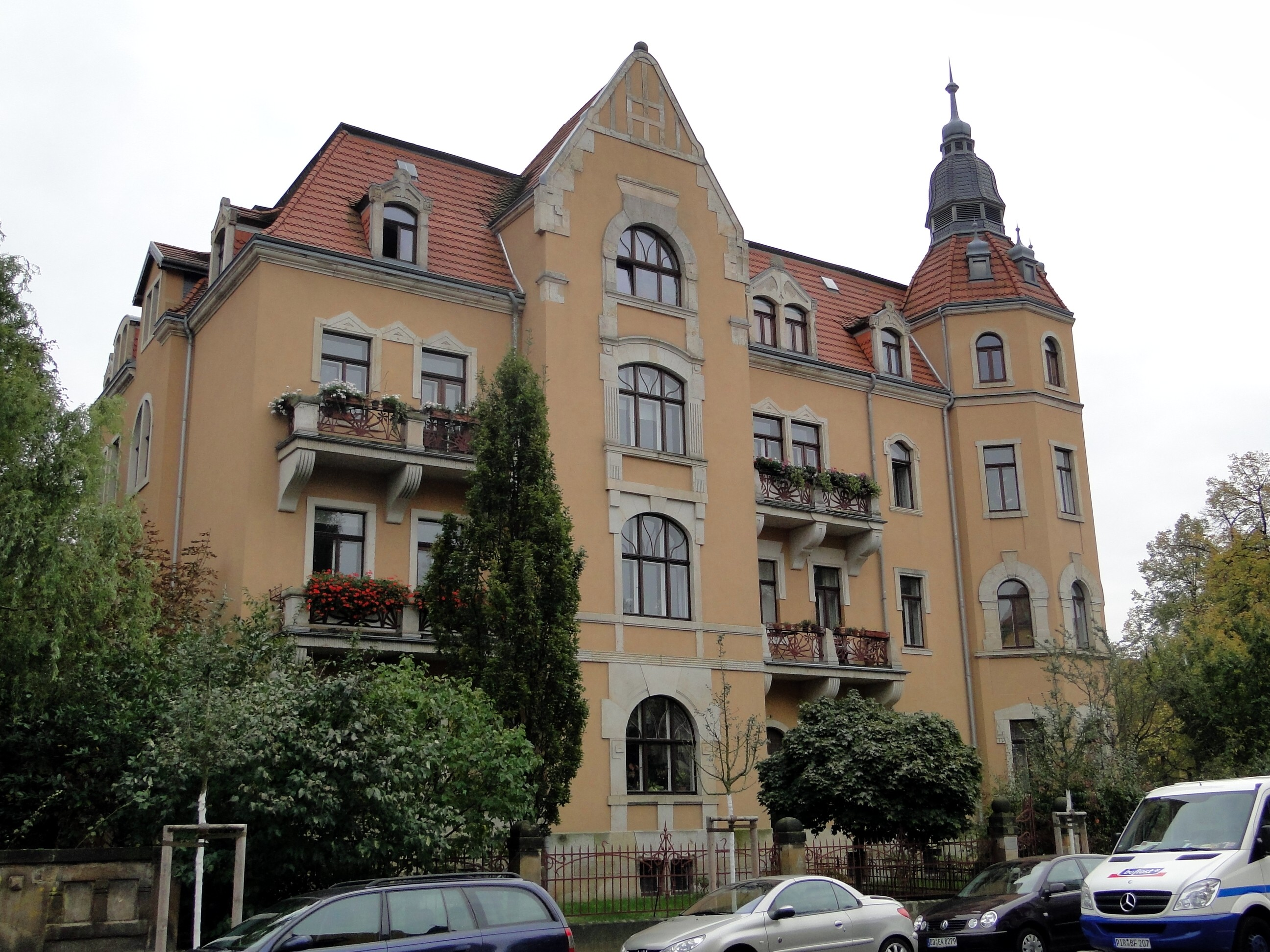
Villa Anton-Graff-Straße 22 Dresden

Die Mietvilla Anton-Graff-Straße 22 ist ein denkmalgeschütztes Jugendstil-Wohnhaus im Dresdner Stadtteil Striesen und wurde 1904 für Emelie Wagenlöhner, die mit einem im Baugewerbe tätigen Unternehmer („Baugewerke“) verheiratet war, erbaut.

## Beschreibung
Der Bau wurde als dreigeschossiges, freistehendes Haus mit ausgebautem Dachgeschoss errichtet. Während außen lediglich an den Balkongittern und am Gartenzaun Jugendstilornamente sind, befinden sich im Inneren viele Stuckaturen und ein großes, reich verziertes Deckengemälde in diesem Stil.
Die Denkmaleigenschaft wird vom Landesamt für Denkmalpflege Sachsen beschrieben: „Opulentes Eckgebäude, besonderer Akzent durch Turmaufsatz mit mehreren kleinen Ziertürmchen zur Anton-Graff-Straße hin, ornamentaler Bauschmuck in historisierender Form, Balkone mit Jugendstilelementen und Dachgaupen beleben die Baugestalt.“